# Earlswood
Earlswood è un paese di 8 000 abitanti della contea del Surrey, in Inghilterra.